# Sooner or Later (I Always Get My Man)
Sooner or Later (I Always Get My Man) ist ein für den Film Dick Tracy von Stephen Sondheim geschriebener Filmsong. Das Lied wurde im Film von Madonna gesungen und 1991 mit dem Oscar als bester Filmsong ausgezeichnet.

## Veröffentlichung
Im Film sang Madonna das Lied in ihrer Rolle als der Nachtklubbesitzerin Breathless Mahoney. Es gehörte zum Repertoire der von Mahoney im Klub gesungenen Lieder.
Das Lied wurde in das Programm der skandalösen und richtungsweisenden Blond Ambition Tour 1990 aufgenommen. Für dieses Lied verwandelte sich die Bühne in einen verräucherten Nachtklub. Der Teil der Show verursachte im Vereinigten Königreich einen Skandal, da Madonna die Tänzer in gelben Dick-Tracy-Mänteln als gleichgeschlechtliche Paare auftreten ließ.
Madonna sang das Lied im Laufe der Oscarshow.
Sie war zur Show in Begleitung von Michael Jackson erschienen und führte das Lied wie eine Marilyn Monroe mit Diamonds Are a Girl’s Best Friend auf. Während der Show schummelte sie die Textzeile „talk to me General Schwarzkopf“ in Anspielung auf den Irakkrieg ein.
Das Lied war Teil des nach Fertigstellung des Films von Madonna aufgenommenen Soundtrack-Albums I’m Breathless. Das Album sollte die Atmosphäre des in der Prohibitionszeit spielenden Films widerspiegeln und war innerhalb von drei Wochen aufgezeichnet worden und am 12. Mai 1990 vom Label Sire Records auf den Markt gebracht worden. Das Lied wurde auch auf das Album zur Blond Ambition Tour aufgenommen.
In American Horror Story: Delicate wurde das Lied 2023 aufgenommen, indem die von Kim Kardashian gespielte Agentin ihre Klientin in der zweiten Folge Madonnas Kleid vom Oscarauftritt tragen lässt und das Lied anstimmt.

## Rezeption
1990 besprach Mark Coleman das Album I’m Breathless wohlwollend in Rolling Stone. Zu Sooner or Later schrieb er, dass Sondheims Renome und Gewicht, insbesondere seine Neigung zu feierlichen Melodien eine Herausforderung für Madonna seien. Bei Sooner or Later passe die atemlose Emotionalität Madonnas aber wie eine Hand in den Handschuh. Sie spucke die Zeile „I Always Get My Man“ aus wie Feuer und verleihe damit einer sonst generischen Zeile Haftung. In der englischsprachigen Ausgabe von El Pais wurde das Lied als dasjenige mit der größten Stimmvirtuosität in Madonnas langer Karriere gewertet.
Für Kritiker von Billboard war Sooner or Later 2023 in seinem Standard-Jazzstil ein Höhepunkt von Madonnas Blond-Ambition-Phase, auch wenn es vom zeitgleichen Vogue ausgestochen werde. Es wurde als eines der 100 besten Madonnalieder gewertet. Rolling Stone nahm Madonnas Auftritt 2021 in eine Liste der zwanzig größten Gesangsauftritte bei den Oscars auf. Es sei Madonna in ihrer ganzen Sexbomben-Gloria ihrer Dick-Tracy-Ära. Sie vampe sich mit ihrer Federboa durch die Show, während sie das alte Hollywood wiederbelebe. 2012 war der Auftritt für Keith Caulfield der zweitbeste Fernsehauftritt Madonnas.

## Auszeichnungen
Stephen Sondheim wurde bei der Oscarverleihung 1991 mit dem Oscar für den besten Filmsong geehrt. Bei den Golden Globe Awards 1991 war Sondheim für dieses und ein weiteres Lied aus Dick Tracy nominiert, wurde aber nicht mit dem Golden Globe Awards für den besten Filmsong ausgezeichnet. Der Golden Globe ging stattdessen an Jon Bon Jovi für Blaze of Glory, welches bei den Oscars unterlag. Bei den 33. Grammy Awards 1990 war Sooner or Later für den Grammy Award für Best Song Written Specifically für a Motion Picture or für Television nominiert.